# My Little Pony - Ritrova la tua magia
My Little Pony - Ritrova la tua magia (My Little Pony: Make Your Mark) è una serie d'animazione statunitense animata in computer grafica, collegata alla quinta generazione del marchio My Little Pony di Hasbro.
La serie è ambientata dopo gli eventi del film My Little Pony - Una nuova generazione, e narra delle avventure dei cinque protagonisti, ovvero Sunny Starscout, Izzy Moonbow, Hitch Trailblazer, Zipp Storm e Ruby Petals.
Sviluppata da Gillian Berrow per Netflix, la serie ha debuttato il 26 maggio 2022 con lo speciale di 44 minuti Ritrova la tua magia, seguito da 8 episodi da 23 minuti rilasciati il 26 settembre seguente. Un secondo episodio speciale di 44 minuti, intitolato Giornata dei desideri d'inverno, è disponibile a partire dal 21 novembre del medesimo anno. Sono stati ordinati complessivamente 23 episodi da 23 minuti e 4 speciali da 44 minuti, prodotti da Atomic Cartoons.

## Trama
La serie narra delle avventure di Sunny Starscout, Hitch Trailblazer, Izzy Moonbow, Ruby Petals, e Zipp Storm, cinque amici pony più uniti che mai. Grazie a loro la magia ad Equestria è tornata e si è evoluta, e sta a loro dare un senso a questo nuovo mondo ed inaugurare una nuova generazione di pony.

## Personaggi e doppiatori

### Personaggi principali
- Sunny Starscout, doppiata in originale da Jenna Warren e in italiano da Giulia Maniglio: una pony di terra, temporaneamente alicorno, dagli occhi chiari che gestisce uno stand di frullati a Maretime Bay e che vuole rendere il mondo un posto migliore.
- Izzy Moonbow, doppiata in originale da Ana Sani e in italiano da Giulia Bersani: una unicorno allegra e spensierata, originaria di Bridlewood ed amante dei lavori manuali.
- Hitch Trailblazer, doppiato in originale da JJ Gerber e in italiano da Jacopo Calatroni: un pony di terra che ha un grande legame con gli animali, sceriffo di Maretime Bay.
- Zephyrina “Zipp” Storm, doppiata in originale da Maitreyi Ramakrishnan e in italiano da Martina Tamburello: un'atletica principessa pegaso di Zephyr Heights, nominata detective per indagare sui fenomeni magici di Maretime Bay. È la sorella maggiore di Ruby.
- Ruby Petals (Pipp Petals), doppiata in originale da AJ Bridel e in italiano da Francesca Bielli: una principessa pegaso, popstar con un ampio numero di fan e proprietaria del salone di bellezza karaoke Mane Melody. È la sorella minore di Zipp.
- Misty Brightdawn, doppiata in originale da Bahia Watson e in italiano da Ludovica De Caro nei dialoghi e da Luna Racini nel canto: una unicorno timida, che è stata adottata da Opaline quando era una puledrina e funge da sua assistente, in cambio di un cutie mark promesso. Si rivelerà poi essere la figlia perduta di Alphabittle.
- Sparky Sparkeroni, doppiato in originale da Rob Tinkler e in italiano da Laura Cherubelli: un cucciolo di drago dotato di poteri magici e caotici, adottato da Hitch.
- Opaline Arcana, doppiata in originale da Athena Karkanis e in italiano da Lorella De Luca: una minacciosa alicorno di fuoco che vuole controllare tutta Equestria e la sua magia. È la madre adottiva di Misty. In seguito i suoi poteri le verranno sottratti e verra uccisa.

### Personaggi secondari
- Queen Haven, doppiata in originale da Amanda Martinez e in italiano da Jolanda Granato.
- Posey Bloom, doppiata in originale da Kimberly-Ann Truong e in italiano da Alessandra Karpoff.
- Jazz Hooves, doppiata in originale da Samantha Bielanski e in italiano da Annalisa Longo.
- Rocky Riff, doppiato in originale da Jonathan Tan e in italiano da Mosé Singh.
- Sprout Cloverleaf, doppiato in originale da Joshua Graham e in italiano da Davide Garbolino.
- Twilight Sparkle, doppiata in originale da Tara Strong e in italiano da Emanuela Pacotto.
- Nonna Figgy, doppiata in originale da Elley-Ray Hennessy e in italiano da Rossana Bassani.
- Alphabittle Blossomforth, doppiato in originale da Andrew Jackson e in italiano da Claudio Moneta.

## Episodi
| Capitolo         | Episodi | Pubblicazione     | Pubblicazione     |
| Capitolo         | Episodi | Stati Uniti       | Italia            |
| ---------------- | ------- | ----------------- | ----------------- |
| Primo capitolo   | 1       | 26 maggio 2022    | 26 maggio 2022    |
| Secondo capitolo | 8       | 26 settembre 2022 | 26 settembre 2022 |
| Terzo capitolo   | 1       | 21 novembre 2022  | 21 novembre 2022  |
| Quarto capitolo  | 7       | 6 giugno 2023     | 6 giugno 2023     |
| Quinto capitolo  | 6       | 18 settembre 2023 | 18 settembre 2023 |
| Sesto capitolo   | 4       | 23 novembre 2023  | 23 novembre 2023  |

### Primo capitolo
| Nº | Titolo originale | Titolo italiano      | Pubblicazione  | Pubblicazione  | Sinossi |
| Nº | Titolo originale | Titolo italiano      | Stati Uniti    | Italia         | Sinossi |
| -- | ---------------- | -------------------- | -------------- | -------------- | --- |
| 1  | Make Your Mark   | Ritrova la tua magia | 26 maggio 2022 | 26 maggio 2022 | La magia di Equestria fa le bizze e sta gettando il festival annuale di Maretime Bay nel caos! Riuscirà Zipp a scoprire cosa sta succedendo? |

### Secondo capitolo
| Nº tot. | Nº cap. | Titolo originale                   | Titolo italiano                              | Pubblicazione     | Pubblicazione     | Sinossi |
| Nº tot. | Nº cap. | Titolo originale                   | Titolo italiano                              | Stati Uniti       | Italia            | Sinossi |
| ------- | ------- | ---------------------------------- | -------------------------------------------- | ----------------- | ----------------- | --- |
| 2       | 1       | Izzy Does It                       | Ci pensa Izzy                                | 26 settembre 2022 | 26 settembre 2022 | Ruby fa diventare virale il colorato regalo di compleanno di Izzy a Sunny. Tutti i pony ne vogliono uno, ma la creatività di Izzy non è infinita!                        |
| 3       | 2       | Growing Pains                      | Problemi di crescita                         | 26 settembre 2022 | 26 settembre 2022 | La magia è fuori controllo a Maretime Bay e lo sceriffo Hitch intende metterci un freno, ma ignora che un pony malvagio vuole impossessarsene.                           |
| 4       | 3       | Portrait of a Princess             | Ritratto di una principessa                  | 26 settembre 2022 | 26 settembre 2022 | Mentre Ruby e Zipp sono impegnate con i ritratti reali, Opaline manda Misty in missione per far cadere in trappola le due sorelle.                                       |
| 5       | 4       | Ali-Conned                         | Un alicorno convincente                      | 26 settembre 2022 | 26 settembre 2022 | Sunny si trasforma a sorpresa in alicorno e diventa popolarissima. Ruby prende in prestito Sparky per incrementare i suoi zoccolike sui social media.                    |
| 6       | 5       | The Cutie Mark Mix-Up              | Scambio di cutie Mark                        | 26 settembre 2022 | 26 settembre 2022 | Sunny e Hitch imparano cosa vuol dire mettersi l'una negli zoccoli dell'altro. Opaline manda una spia nella Casa dei cristalli dove gli animali sono in preda al panico. |
| 7       | 6       | The Traditional Unicorn Sleep-Over | Il tradizionale pigiama party degli unicorni | 26 settembre 2022 | 26 settembre 2022 | Izzy invita la nuova arrivata Misty a un pigiama party con canzoni, letture dello zoccolo, ponycorn e altro ancora! Ma Zipp ha uno strano presentimento su di lei...     |
| 8       | 7       | Hoof Done It?                      | Pony detective                               | 26 settembre 2022 | 26 settembre 2022 | Quando la lanterna magica di Sunny scompare, la detective Zipp entra in azione. Misty sembra essere la principale sospettata... ma è davvero così?                       |
| 9       | 8       | Have You Seen This Dragon?         | Cercasi drago disperatamente                 | 26 settembre 2022 | 26 settembre 2022 | Dopo la scomparsa della lanterna, è la volta di Sparky! Tutti si rimboccano le maniche per ritrovare il piccolo drago di Hitch IPPP, il prima pony possibile!            |

### Terzo capitolo
| Nº tot. | Nº cap. | Titolo originale | Titolo italiano                 | Pubblicazione    | Pubblicazione    | Sinossi |
| Nº tot. | Nº cap. | Titolo originale | Titolo italiano                 | Stati Uniti      | Italia           | Sinossi |
| ------- | ------- | ---------------- | ------------------------------- | ---------------- | ---------------- | --- |
| 10      | 1       | Winter Wishday   | Giornata dei desideri d'inverno | 21 novembre 2022 | 21 novembre 2022 | Viva la Giornata dei desideri d'inverno! I Mane 5 onoreranno le tradizioni delle feste e torneranno in tempo per scambiarsi i regali sotto la Stella dei Desideri di Sunny? |

### Quarto capitolo
| Nº tot. | Nº cap. | Titolo originale      | Titolo italiano            | Pubblicazione | Pubblicazione | Sinossi |
| Nº tot. | Nº cap. | Titolo originale      | Titolo italiano            | Stati Uniti   | Italia        | Sinossi |
| ------- | ------- | --------------------- | -------------------------- | ------------- | ------------- | --- |
| 11      | 1       | Bridlewoodstock       | Bridlewoodstock            | 6 giugno 2023 | 6 giugno 2023 | Ruby vuole organizzare un festival musicale nei campi del Lumi-sboccio, ma Izzy la avverte che i rumori forti potrebbero attirare i problematici Troggle.               |
| 12      | 2       | Top Remodel           | Ristrutturazione top!      | 6 giugno 2023 | 6 giugno 2023 | Mentre i pony decidono come ristrutturare l'edificio abbandonato della Canterlogic, Zipp cerca di decodificare un messaggio criptico di Twilight Sparkle.               |
| 13      | 3       | The Jinxie Games      | I giochi delle maledizioni | 6 giugno 2023 | 6 giugno 2023 | Quando Queen Haven rimanda il brunch, Zipp e Ruby sospettano il peggio. Hitch partecipa alla Giornata dei giochi della maledizione, ma fatica a capire le regole.       |
| 14      | 4       | Sunny Side Up         | Occhio di bue su Sunny     | 6 giugno 2023 | 6 giugno 2023 | Opaline mette in punizione Misty per non aver rubato Fuoco di Drago. Hitch e Sunny inaugurano l'apertura dei Canterlove Studios con un programma di cucina.             |
| 15      | 5       | The Manesquerade Ball | Ballo in maschera          | 6 giugno 2023 | 6 giugno 2023 | È il Ballo in pony maschera di Zephyr Heights e tutti sono invitati! Quando Misty esce di nascosto dalla tana di Opaline, i pony la portano con sé alla festa.          |
| 16      | 6       | A Little Horse        | Tieni duro, Ruby           | 6 giugno 2023 | 6 giugno 2023 | La mattina del suo grande annuncio, Ruby si ammala. Riusciranno le sue quattro migliori amiche a curarla in tempo per la sua attesissima diretta streaming?             |
| 17      | 7       | Missing the Mark      | La vera Misty              | 6 giugno 2023 | 6 giugno 2023 | Sparky è nei guai! Per combattere la malvagia Opaline e impedirle di catturare Fuoco di Drago, le Mane 5 devono unire le forze con Misty. Ma si potranno fidare di lei? |

### Quinto capitolo
| Nº tot. | Nº cap. | Titolo originale         | Titolo italiano             | Pubblicazione     | Pubblicazione     | Sinossi |
| Nº tot. | Nº cap. | Titolo originale         | Titolo italiano             | Stati Uniti       | Italia            | Sinossi |
| ------- | ------- | ------------------------ | --------------------------- | ----------------- | ----------------- | --- |
| 18      | 1       | Cutie Blossom Bash       | Una festa per i cutie mark  | 18 settembre 2023 | 18 settembre 2023 | A Equestria è la festa annuale per i cutie mark! Misty però è nervosa all'idea di ricevere un riconoscimento insieme agli altri pony che hanno ottenuto un premio. |
| 19      | 2       | Family Trees, Part 1     | Alberi genealogici: Parte 1 | 18 settembre 2023 | 18 settembre 2023 | Misty fa brutti sogni... o sono premonizioni del futuro? Il gruppo si dirige a Bridlewood per vedere se l'albero dei desideri può offrire qualche indizio.         |
| 20      | 3       | Family Trees, Part 2     | Alberi genealogici: Parte 2 | 18 settembre 2023 | 18 settembre 2023 | Secondo i Breezie la chiave di Misty ha il potere di portarla dove più desidera. Potrebbe aiutarla a trovare risposte sulla sua famiglia?                          |
| 21      | 4       | Father of the Bridlewood | Un padre a Bridlewood       | 18 settembre 2023 | 18 settembre 2023 | Misty è super felice di ricongiungersi con il padre, ma mentre è di nuovo insieme a lui si rende conto che non ricorda molte cose del suo passato.                 |
| 22      | 5       | Mane Smelody             | Strani odori al Mane Melody | 18 settembre 2023 | 18 settembre 2023 | Ruby trova una strana pianta che può lucidare all'istante lo zoccolo di un pony per un trattamento di lusso tutto naturale. L'unico problema? Puzza!               |
| 23      | 6       | Nightmare on Mane Street | Notte da incubo             | 18 settembre 2023 | 18 settembre 2023 | Durante la Notte da incubo i pony si danno da fare per programmare le loro tradizioni spettrali preferite, ma c'è un'ospite spaventosa che non si aspettavano.     |

### Sesto capitolo
| Nº tot. | Nº cap. | Titolo originale          | Titolo italiano                 | Pubblicazione    | Pubblicazione    | Sinossi |
| Nº tot. | Nº cap. | Titolo originale          | Titolo italiano                 | Stati Uniti      | Italia           | Sinossi |
| ------- | ------- | ------------------------- | ------------------------------- | ---------------- | ---------------- | --- |
| 24      | 1       | The Isle of Scaly         | L'isola dei draghi              | 23 novembre 2023 | 23 novembre 2023 | Per fermare Opaline, i pony chiedono aiuto ai draghi, che però non sanno se potersi fidare.                                                                                       |
| 25      | 2       | Roots of All Evil, Part 1 | Le radici di ogni male: Parte 1 | 23 novembre 2023 | 23 novembre 2023 | I pony hanno poco tempo per scoprire in che modo Opaline riesce a rubare i cutie mark. Per fortuna, anche loro possono ricorrere all'aiuto dei draghi.                            |
| 26      | 3       | Roots of All Evil, Part 2 | Le radici di ogni male: Parte 2 | 23 novembre 2023 | 23 novembre 2023 | Da Zephyr Heights a Bridlewood, Opaline ha una missione: prendersi tutta la magia dei cutie mark. Il vero potere però non arriva dalla forza, ma dall'amicizia!                   |
| 27      | 4       | Secrets of Starlight      | Nuova terra, nuovi segreti      | 23 novembre 2023 | 23 novembre 2023 | Attraverso l'Albero dell'Amicizia i pony arrivano in un luogo meraviglioso e luccicante chiamato Starlight Ridge. Ma gli Auroricorni del posto stanno forse nascondendo qualcosa? |